# ماريك بيوتروفسكي
ماريك بيوتروفسكي (14 أغسطس 1964 في بولندا - ) هو لاعب كاراتيه وملاكم كيك بوكسينغ وملاكم بولندي، صنّف ضمن فئة وزن ثقيل.

## وصلات خارجية
- ماريك بيوتروفسكي على موقع بوكس ريك (الإنجليزية) (registration required)